# Muizenberg (Willemstad)
Muizenberg is de naam van een wijk in Willemstad (Curaçao). Het bevat de buurten Muizenberg Nobo en St. Jacob. Het natuurgebied Muizenberg bevindt zich in de wijk.

## Overzicht
Muizenberg is begonnen als Plantage Sint Jacob met een oppervlakte van 270 hectare. In het midden van de jaren tachtig werden door de woningbouwvereniging Fundashon Kas popular 500 woningen in de wijk gebouwd.
De buurt St. Jacob heeft een honderdtal woningen, maar geen voorzieningen. Het grootste gedeelte van de buurt bestaat uit natuur en agrarisch gebied.
Rond 1950 werd door Shell in Muizenberg een waterreservoir aangelegd voor het koelwater van de olieraffinaderij Isla. Het reservoir werd later als park ingericht, maar is sinds 2013 beschermd als natuurreservaat Muizenberg, vanwege de vele vogels die het meer bezoeken.